# Sitang
Sitang (kinesiska: 四塘镇, 四塘) är en köping i Kina. Den ligger i den autonoma regionen Guangxi, i den södra delen av landet, omkring 83 kilometer nordväst om regionhuvudstaden Nanning.
Genomsnittlig årsnederbörd är 1 705 millimeter. Den regnigaste månaden är juli, med i genomsnitt 293 mm nederbörd, och den torraste är februari, med 32 mm nederbörd.